# Ємліц-Кляйн-Дюбен
Ємліц-Кляйн-Дюбен (нім. Jämlitz-Klein Düben) — громада в Німеччині, розташована в землі Бранденбург. Входить до складу району Шпре-Найсе. Складова частина об'єднання громад Деберн-Ланд.
Площа — 28,63 км2. Населення становить 445 ос. (станом на 31 грудня 2020).